# Ambasada Meksyku przy Stolicy Apostolskiej
Ambasada Meksyku przy Stolicy Apostolskiej – misja dyplomatyczna Meksykańskich Stanów Zjednoczonych przy Stolicy Apostolskiej. Ambasada mieści się w Rzymie.

## Historia
Stolica Apostolska zerwała stosunki dyplomatyczne z Meksykiem w 1867. W kwietniu 1990 prezydent Meksyku Carlos Salinas de Gortari powołał przy papieżu nieoficjalnego przedstawiciela. 21 września 1992 doszło do normalizacji wzajemnych relacji poprzez nawiązanie stosunków dyplomatycznych. 20 października tego samego roku otworzono Ambasadę Meksyku przy Stolicy Apostolskiej.